# Taiji jian
Ne doit pas être confondu avec Tai chi chuan.

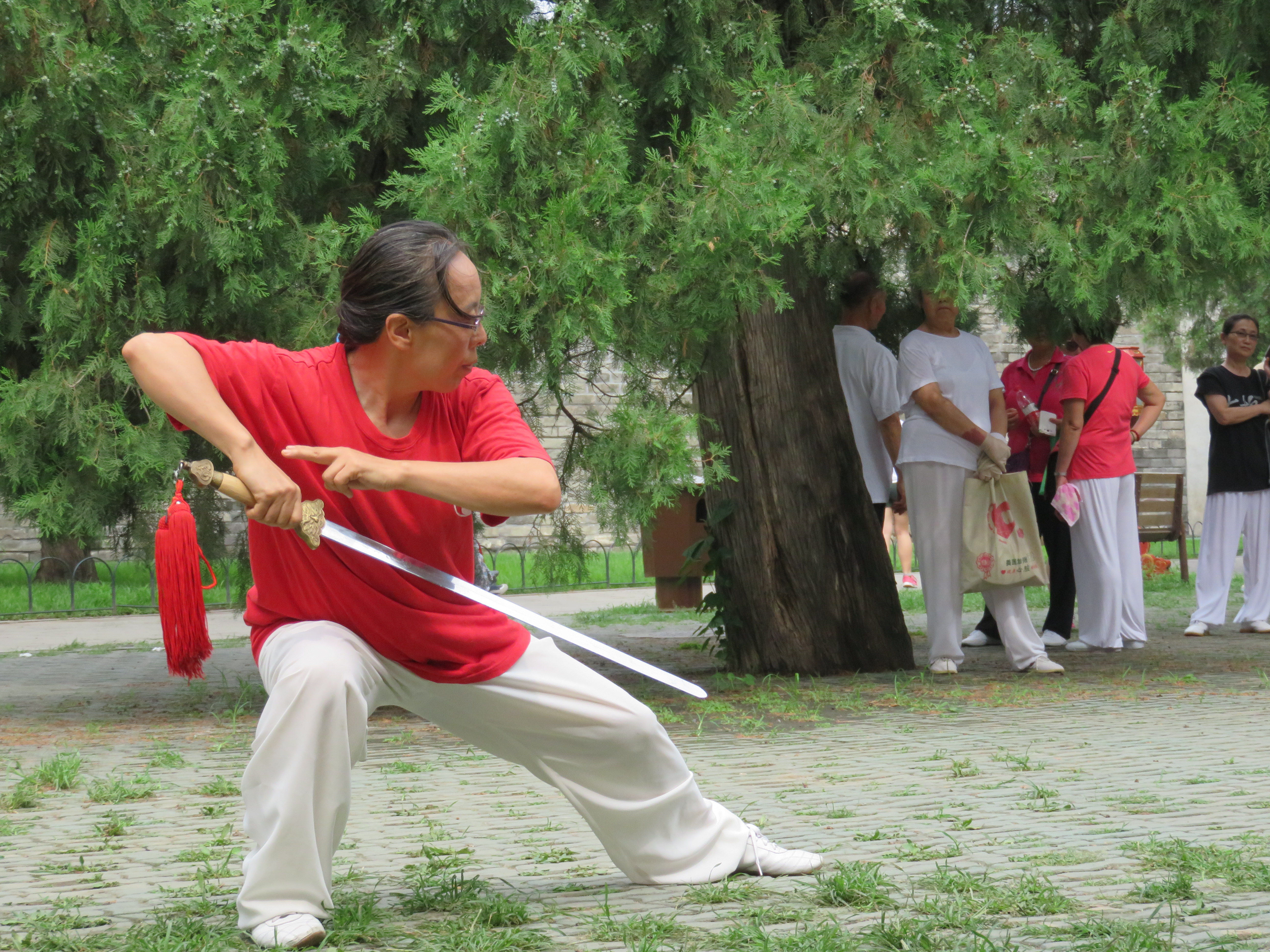
Pan Ying pratiquant dans le parc du Temple du Ciel à Pékin.

Le Taiji jian (chinois simplifié : 太极剑 ; chinois traditionnel : 太極劍 ; pinyin : Épée du Taiji) est un art martial chinois interne utilisant une épée à deux tranchants. Cet art est une pratique en arme du Taiji quan (poing du Taiji). L'épée droite, comportant parfois avec un gland, est utilisée pour le conditionnement du haut du corps et l'entraînement martial dans les écoles de Taiji quan traditionnelles.
Les différentes écoles familiales ont des échauffements, des formes et des exercices d’escrime pour l’entraînement avec l'épée.
Dans cette discipline, l'index et le majeur de la main opposée à celle tenant l'épée sont tenus droits.